# Varsha cardiaca
Varsha cardiaca är en insektsart som beskrevs av Irena Dworakowska 1995. Varsha cardiaca ingår i släktet Varsha och familjen dvärgstritar. Inga underarter finns listade i Catalogue of Life.